# Calycanthus
Calycanthus és un gènere amb vuit espècies de plantes de flors pertanyent a la família Calycanthaceae.

## Taxonomia
- Calycanthus chinensis
- Calycanthus fertilis
- Calycanthus floridus
- Calycanthus glaucus
- Calycanthus laevigatus
- Calycanthus occidentalis
- Calycanthus praecox
- Calycanthus sterilis